# Тихомир Митов
Тихомир Василев Митов е български поп певец, стартирал кариерата си от формата „Гласът на България“.

## Биография
Тихомир Митов е роден на 12 юни 1993 г. в град Ботевград. От малък се занимава с музика. Учи в СОУ „Никола Вапцаров“. От 7-годишна възраст свири на бас флигорна, синтезатор, акордеон и др. Средното си образование завършва в ТПГ „Стамен Панчев“ с профил „телекомуникационни системи и технологии“. Завършва предучилищна и начална училищна педагогика в Софийския университет „Св. Климент Охридски“.

## Кариера
Тихомир се явява на кастинг пред журито на „Гласът на България“, изпълнявайки песента „По първи петли“ на Васил Найденов.
Дебютната песен на Тихомир е „Лято по две“. Песента, по музика и аранжимент на Светослав Къслев и текст на Evangeline, се появява на 17 септември 2015 г. с видеоклип, заснет край София. Песента се задържа в Топ 30 на Сигнал.бг в продължение на няколко последователни седмици.
Тихомир Митов взима участие в Международния конкурс за красота Miss & Mr. Grand Sea Universe ’16“, където изпълнява „Аз съм Тук“, „Лято по Две“.
Песента носи заглавието „Аз съм тук“ и включва в себе си народни мотиви, пресъздадени от квартет „Славеите на Надка Караджова“. Музиката е дело на Алекс Кипров, по текст на Цвети Милева.
На „Балът 2016“ Тихомир Митов получава награда за Дебют на 2016 година от Съюза на артистите в България 

## „Лято по Две“ (2015)
2015 г. полага началото на самостоятелната кариера на Тихомир Митов.

## „Слънчев удар“ (2016)

### „Аз съм тук“ (2016) Видео клип към песента (2019)
Песента „Аз съм тук“ е създадена по личната история на изпълнителя и в нея изпява съдбата си. Песента е дует с квартет „Славеите на Надка Караджова“. На 3 декември 2019 Тихомир митов прави премиера на видео клипа към песента „Аз съм тук“.

## Видеоклипове
| Видеоклип    | Премиера   | Албум | Режисьор         |
| ------------ | ---------- | ----- | ---------------- |
| Лято по Две  | 17.09.2015 | –     | Devil cinema     |
| Слънчев удар | 3.11.2016  |       | Александър Молов |
| Аз съм тук   | 03.12.2019 |       | Веселин Георгиев |

## Музикални изяви

### Участия в концерти
- Мис Лято 2016 – изп. Лято по две, Аз съм тук, Слънчев удар.[6]
- Miss & Mr. Grand Sea Universe – изп. „Лято по Две“ [7]
- Благотворителен концерт за малката Гери – изп. „Лято по Две“[8]
- Малка Мис и Малък Мистър Ловеч 2016 изп. „Лято по Две“ „Аз съм тук“
- Miss & Mr. Grand Sea Universe ’16“ Кипър изп. „Лято по Две“ „Аз съм тук“ [9]
- Тихомир Митов и Квартет „СЛАВЕИ“ на Надка Караджова във Виена изп. „Аз съм тук“ „Хубава си моя горо“. [10]

## Турнета и самостоятелни концерти

### Концерти зад граница
- Кипър, Виена, Унгария, Тайланд, Албания

## Награди
| Година | Получател     | Награда                                                     |
| 2016   | Тихомир Митов | Дебют за 2016 година                                        |
| 2016   | Тихомир Митов | The most popular foreign singer on the internet in Hungary. |